# آنالانجیروفو
آنالانجیروفو (Analanjirofo) یکی از ۲۲ منطقه کشور ماداگاسکار است.

## ناحیه ها
منطقه آنالانجیروفو از ۶ ناحیه تشکیل شده است:
- واواتنینا (Vavatenina)
- فنوآریوو-آتسینانانا (Fenoarivo-Atsinanana)
- مانانارا آواراترا (Mananara Avaratra)
- ماروآنتسترا (Maroantsetra)
- نوسی-بوراها (Nosy-Boraha)
- سوآنیه‌رانا-ایوونگو (Soanierana-Ivongo)